# Where Dreams Come True Tour
Where Dreams Come True Tour là chuyến lưu diễn hòa nhạc thứ hai của ban nhạc Ireland Westlife với 600.000 người hâm mộ tham dự, tạo £12.000.000 và quảng bá cho album phòng thu thứ hai của nhóm, Coast to Coast.

## Khách mời
- Reel
- Bellefire
- Masai
- Fixate
- Christian Wunderlich
- GrannySmiths
- Anna Fegi
- Trademark
- Cool Colors

## Danh sách tiết mục
1. "Dreams Come True"
2. "No No"
3. "If I Let You Go"
4. "Swear It Again"
5. "Somebody Needs You"
6. "Seasons in the Sun"
7. "I Have a Dream"
8. "You Make Me Feel"
9. "When You're Looking Like That"
10. "My Love"
11. Medley:
  1. "More Than Words"
  2. "My Girl"
  3. "I Can't Get Next to You"
  4. "Ain't Too Proud to Beg"
  5. "Baby I Need Your Loving"
  6. "What Becomes of the Brokenhearted"
12. "Fool Again"
13. "Uptown Girl"
14. "What Makes a Man"
15. "I Lay My Love On You"
16. "Flying Without Wings"

## Lịch trình
| Ngày                | Thành phố        | Quốc gia                             | Địa điểm tổ chức                                     |
| ------------------- | ---------------- | ------------------------------------ | ---------------------------------------------------- |
| Châu Âu             |                  |                                      |                                                      |
| 9 tháng 2 năm 2001  | Newcastle        | Anh                                  | Telewest Arena                                       |
| 10 tháng 2 năm 2001 | Newcastle        | Anh                                  | Telewest Arena                                       |
| 11 tháng 2 năm 2001 | Newcastle        | Anh                                  | Telewest Arena                                       |
| 12 tháng 2 năm 2001 | Newcastle        | Anh                                  | Telewest Arena                                       |
| 13 tháng 2 năm 2001 | Newcastle        | Anh                                  | Telewest Arena                                       |
| 14 tháng 2 năm 2001 | Newcastle        | Anh                                  | Telewest Arena                                       |
| 16 tháng 2 năm 2001 | Glasgow          | Scotland                             | Trung tâm Hội nghị và Triển lãm Scotland             |
| 17 tháng 2 năm 2001 | Glasgow          | Scotland                             | Trung tâm Hội nghị và Triển lãm Scotland             |
| 18 tháng 2 năm 2001 | Glasgow          | Scotland                             | Trung tâm Hội nghị và Triển lãm Scotland             |
| 19 tháng 2 năm 2001 | Glasgow          | Scotland                             | Trung tâm Hội nghị và Triển lãm Scotland             |
| 20 tháng 2 năm 2001 | Glasgow          | Scotland                             | Trung tâm Hội nghị và Triển lãm Scotland             |
| 21 tháng 2 năm 2001 | Glasgow          | Scotland                             | Trung tâm Hội nghị và Triển lãm Scotland             |
| 23 tháng 2 năm 2001 | Manchester       | Anh                                  | Manchester Evening News Arena                        |
| 24 tháng 2 năm 2001 | Manchester       | Anh                                  | Manchester Evening News Arena                        |
| 25 tháng 2 năm 2001 | Manchester       | Anh                                  | Manchester Evening News Arena                        |
| 26 tháng 2 năm 2001 | Manchester       | Anh                                  | Manchester Evening News Arena                        |
| 27 tháng 2 năm 2001 | Nottingham       | Anh                                  | Nottingham Arena                                     |
| 28 tháng 2 năm 2001 | Nottingham       | Anh                                  | Nottingham Arena                                     |
| 2 tháng 3 năm 2001  | Birmingham       | Anh                                  | NEC Arena                                            |
| 3 tháng 3 năm 2001  | Birmingham       | Anh                                  | NEC Arena                                            |
| 4 tháng 3 năm 2001  | Birmingham       | Anh                                  | NEC Arena                                            |
| 6 tháng 3 năm 2001  | Sheffield        | Anh                                  | Sheffield Arena                                      |
| 7 tháng 3 năm 2001  | Sheffield        | Anh                                  | Sheffield Arena                                      |
| 8 tháng 3 năm 2001  | Sheffield        | Anh                                  | Sheffield Arena                                      |
| 10 tháng 3 năm 2001 | Luân Đôn         | Anh                                  | Wembley Arena                                        |
| 11 tháng 3 năm 2001 | Luân Đôn         | Anh                                  | Wembley Arena                                        |
| 12 tháng 3 năm 2001 | Luân Đôn         | Anh                                  | Wembley Arena                                        |
| 13 tháng 3 năm 2001 | Luân Đôn         | Anh                                  | Wembley Arena                                        |
| 14 tháng 3 năm 2001 | Luân Đôn         | Anh                                  | Wembley Arena                                        |
| 16 tháng 3 năm 2001 | Belfast          | Bắc Ireland                          | Odyssey Arena                                        |
| 17 tháng 3 năm 2001 | Belfast          | Bắc Ireland                          | Odyssey Arena                                        |
| 19 tháng 3 năm 2001 | Dublin           | Cộng hòa Ireland                     | Nhà hát Point                                        |
| 20 tháng 3 năm 2001 | Dublin           | Cộng hòa Ireland                     | Nhà hát Point                                        |
| 21 tháng 3 năm 2001 | Dublin           | Cộng hòa Ireland                     | Nhà hát Point                                        |
| 22 tháng 3 năm 2001 | Dublin           | Cộng hòa Ireland                     | Nhà hát Point                                        |
| 23 tháng 3 năm 2001 | Dublin           | Cộng hòa Ireland                     | Nhà hát Point                                        |
| 24 tháng 3 năm 2001 | Dublin           | Cộng hòa Ireland                     | Nhà hát Point                                        |
| 25 tháng 3 năm 2001 | Dublin           | Cộng hòa Ireland                     | Nhà hát Point                                        |
| 26 tháng 3 năm 2001 | Dublin           | Cộng hòa Ireland                     | Nhà hát Point                                        |
| 27 tháng 3 năm 2001 | Dublin           | Cộng hòa Ireland                     | Nhà hát Point                                        |
| 28 tháng 3 năm 2001 | Dublin           | Cộng hòa Ireland                     | Nhà hát Point                                        |
| 29 tháng 3 năm 2001 | Dublin           | Cộng hòa Ireland                     | Nhà hát Point                                        |
| 30 tháng 3 năm 2001 | Dublin           | Cộng hòa Ireland                     | Nhà hát Point                                        |
| 31 tháng 3 năm 2001 | Dublin           | Cộng hòa Ireland                     | Nhà hát Point                                        |
| 1 tháng 4 năm 2001  | Dublin           | Cộng hòa Ireland                     | Nhà hát Point                                        |
| 6 tháng 4 năm 2001  | Manchester       | Anh                                  | Manchester Evening News Arena                        |
| 7 tháng 4 năm 2001  | Manchester       | Anh                                  | Manchester Evening News Arena                        |
| 12 tháng 4 năm 2001 | Luân Đôn         | Anh                                  | Wembley Arena                                        |
| 13 tháng 4 năm 2001 | Luân Đôn         | Anh                                  | Wembley Arena                                        |
| 14 tháng 4 năm 2001 | Luân Đôn         | Anh                                  | Wembley Arena                                        |
| 15 tháng 4 năm 2001 | Luân Đôn         | Anh                                  | Wembley Arena                                        |
| 17 tháng 4 năm 2001 | Birmingham       | Anh                                  | NEC Arena                                            |
| 18 tháng 4 năm 2001 | Birmingham       | Anh                                  | NEC Arena                                            |
| 19 tháng 4 năm 2001 | Birmingham       | Anh                                  | NEC Arena                                            |
| 22 tháng 4 năm 2001 | Oslo             | Na Uy                                | Vallhall Arena                                       |
| 23 tháng 4 năm 2001 | Stockholm        | Thụy Điển                            | Stockholm Globe Arena                                |
| 24 tháng 4 năm 2001 | Copenhagen       | Đan Mạch                             | Forum Copenhagen                                     |
| 26 tháng 4 năm 2001 | Rotterdam        | Hà Lan                               | Rotterdam Ahoy                                       |
| 28 tháng 4 năm 2001 | Praha            | Cộng hòa Séc                         | Paegas Arena                                         |
| 5 tháng 5 năm 2001  | München          | Đức                                  | Rudi-Sedlmayer-Halle                                 |
| 6 tháng 5 năm 2001  | Hannover         | Đức                                  | AWD Hall                                             |
| 7 tháng 5 năm 2001  | Düsseldorf       | Đức                                  | Philipshalle                                         |
| 9 tháng 5 năm 2001  | Berlin           | Đức                                  | Hội trường Max Schmeling                             |
| 11 tháng 5 năm 2001 | Hamburg          | Đức                                  | Alsterdorfer Sporthalle                              |
| Châu Á              |                  |                                      |                                                      |
| 14 tháng 5 năm 2001 | Beirut           | Liban                                | Beirut Hall                                          |
| 15 tháng 5 năm 2001 | Dubai            | Các Tiểu vương quốc Ả Rập Thống nhất | Sân vận động Zabeel                                  |
| 16 tháng 5 năm 2001 | Tel Aviv         | Israel                               | Hayarkon Park                                        |
| Châu Phi            |                  |                                      |                                                      |
| 18 tháng 5 năm 2001 | Cape Town        | Cộng hòa Nam Phi                     | Bellville Velodrome                                  |
| 19 tháng 5 năm 2001 | Tỉnh Tây Bắc     | Cộng hòa Nam Phi                     | Sun City Superbowl                                   |
| 20 tháng 5 năm 2001 | Johannesburg     | Cộng hòa Nam Phi                     | MTN Sundome                                          |
| Châu Á              |                  |                                      |                                                      |
| 22 tháng 5 năm 2001 | Bangkok          | Thái Lan                             | Sân vận động trong nhà Hua Mark                      |
| 24 tháng 5 năm 2001 | Jakarta          | Indonesia                            | Sân vận động Soemantri Brodjonegoro                  |
| 26 tháng 5 năm 2001 | Kuala Lumpur     | Malaysia                             | Sân vận động trong nhà Putra                         |
| 27 tháng 5 năm 2001 | Singapore        | Singapore                            | Sân vận động trong nhà Singapore                     |
| 29 tháng 5 năm 2001 | Thành phố Quezon | Philippines                          | Đấu trường Araneta (nay là Đấu trường Smart Araneta) |
| 31 tháng 5 năm 2001 | Seoul            | Hàn Quốc                             | Jamsil Arena                                         |
| 3 tháng 6 năm 2001  | Hồng Kông        | Hồng Kông                            | Đấu trường Hồng Kông                                 |
| 4 tháng 6 năm 2001  | Tokyo            | Nhật Bản                             | Sân vận động Quốc gia Yoyogi                         |
| 5 tháng 6 năm 2001  | Tokyo            | Nhật Bản                             | Sân vận động Quốc gia Yoyogi                         |
| 6 tháng 6 năm 2001  | Osaka            | Nhật Bản                             | Hội trường Osaka-jō                                  |
| Châu Âu             |                  |                                      |                                                      |
| 8 tháng 6 năm 2001  | Barcelona        | Tây Ban Nha                          | Palau Sant Jordi                                     |
| 9 tháng 6 năm 2001  | Madrid           | Tây Ban Nha                          | Palacio de Deportes                                  |

## Album và video
Một bản DVD hòa nhạc trực tiếp của chuyến lưu diễn đã được phát hành cùng năm.

### Vị trí trên bảng xếp hạng
| Bảng xếp hạng       | Vị trí cao nhất |
| ------------------- | --------------- |
| Ireland             | 1               |
| Thụy Điển           | 14              |
| Sweden Music Videos | 10              |
| UK Music Videos     | 1               |
| UK DVD Videos (OCC) | 35              |
| UK Videos (OCC)     | 9               |